# Juan Forlín
Juan Daniel Forlín (Reconquista, 10 januari 1988) is een Argentijns voetballer die bij voorkeur als centrale verdediger speelt. Hij tekende in augustus 2017 een contract tot medio 2019 bij Real Oviedo, dat hem overnam van Querétaro FC.

## Clubcarrière
Forlín komt uit de jeugdopleiding van Boca Juniors. Hij kan als centrale verdediger en als defensieve middenvelder spelen. Op 19 april 2008 debuteerde hij in de Argentijnse Primera División tegen CA Newell's Old Boys.
Forlín werd op 25 augustus 2009 samen met zijn ploegmaat Facundo Roncaglia overgenomen door RCD Espanyol. Roncaglia kwam op huurbasis, terwijl Forlín zich voor vijf jaar verbond aan de Catalanen. Op 12 september 2009 debuteerde hij in de Primera División, tegen Real Madrid. In zijn tweede wedstrijd, tegen Deportivo La Coruña, maakte hij een doelpunt. In zijn eerste seizoen kwam hij 24 keer in actie. Hij incasseerde daarbij elf gele kaarten en één rode. 